# Maja Ślepowrońska
Maja Ślepowrońska (ur. 2 grudnia 1998) – polska lekkoatletka specjalizująca się w pchnięciu kulą.

## Kariera sportowa
Zajęła 6. miejsce w pchnięciu kulą na mistrzostwach świata juniorów w 2016 w Bydgoszczy. Na mistrzostwach Europy juniorów w 2017 w Grosseto zajęła w tej konkurencji 12. miejsce, a na młodzieżowych mistrzostwach Europy w 2019 w Gävle 7. miejsce.
Brązowa medalistka mistrzostw Polski seniorów 2019 i 2020. Złota medalistka halowych mistrzostw Polski w 2020 i srebrna w 2021. Medalistka młodzieżowych mistrzostw Polski: złota (Lublin 2019, Biała Podlaska 2020) i brązowa (Sieradz 2018), także srebrna medalistka w rzucie dyskiem (Biała Podlaska 2020).

## Rekordy życiowe
- pchnięcie kulą (stadion) – 17,16 m (24 czerwca 2021, Poznań)
- pchnięcie kulą (hala) – 16,64 m (29 lutego 2020, Toruń)[1]